# Столляр Яків Юхимович
Столляр Яків Юхимович — російський композитор. Народився 25 січня 1890 р. в Одесі. Помер 23 листопада 1962 р. в Москві. Закінчив Московську консерваторію (1927, клас Г. Катуара).
Автор музики до фільмів: «Сорочинський ярмарок» (1939), «Бойова кінозбірка № 9» (1942, «Сині скелі»).